# Marbelys Zamora
Marbelys Zamora (Matanzas, Cuba, 22 de marzo de 1976) es una bailarina y coreógrafa profesional cubana con residencia en España.

## Biografía
Esta cubana es bailarina profesional de ballet y profesora de danza. Tomó clases en el Broadway Dance Center de Nueva York, y en el Perfomance Academy Jamnation. Como bailarina de ballet, formó parte de la '"Compañía Nacional de Cuba"', bajo la dirección de Alicia Alonso durante cinco años. Ha participado en varios festivales de danza.
Sus primeras apariciones fueron esporádicas interviniendo en galas, series, o videoclips como el de Tony Santos, o en la película española El oro de Moscú en el año 2003.
En España ha colaborado en programas como Grand Prix del verano (La 1), Furor o Trato hecho (Antena3), formando parte del cuerpo de baile.
Fue una de las tres bailarinas del programa Crónicas Marcianas (Telecinco). En 2003 formó el grupo musical SPS junto con sus compañeras Marta y Vanessa. Como parte del grupo, publicó el CD "Salt, pepper and sugar" (2003) y posó en revistas como Playboy, Interviú y Sie7e. Ella en solitario posó para FHM en el año 2008.
En 2006 concursó en el reality show de Telecinco, Esta cocina es un infierno, donde resultó ser la tercera finalista.
Desde 2008 y hasta 2011 fue profesora de "lírico" en el reality show de Fama, ¡a bailar! (Cuatro), inspirado en una escuela de baile, dónde los concursantes competían por ser el mejor bailarín para así conseguir llevarse una beca de estudios en una de las mejores academias de baile en Los Ángeles; pero en septiembre de 2010, se emitió una renovada cuarta edición cual fue nombrada, Fama Revolution, en la cual Marbelys y los demás profesores, seguían manteniéndose en el reality hasta la última y quinta edición emitida, finalizada en marzo de 2011.
Desde que finalizó su participación la tercera edición de Fama, Marbelys ha estado en el programa italiano Amici serale.
El 4 de julio de 2011, estrenó un programa en Cuatro junto al bailarín y coreógrafo, Rafa Méndez titulado ¡Mójate!, dónde los participantes escogidos al azar por los presentadores, competían por el premio final, demostrando sus habilidades para el baile.
En la segunda semana de mayo de 2012 fue la portada de la revista Interviú.
En 2013 interviene como concursante en el reality show de Cuatro, Expedición imposible  junto a la bailarina y coreográfa, Lola González siendo las quintas eliminadas del concurso; en ese mismo año, colaboró como asesora en el programa de Telecinco de Mujeres y hombres y viceversa.
En 2014 fue una de las madrinas del talent show de Telecinco Pequeños gigantes. Al año siguiente, continúa en el mismo programa, pero esta vez formando parte del jurado.

## Televisión
- Grand Prix del verano como bailarina (2001).
- Furor como bailarina (2001).
- El oro de Moscú en 2003 (Película).
- Crónicas marcianas como bailarina (2003).
- Esta cocina es un infierno como concursante (2006).
- Arritmia como Chango Dancer Girl en 2007 (Película).
- Fama, ¡a bailar! como jurado y profesora de baile (2008-2011, 2018-presente).
- ¡Mójate! como presentadora (2011).
- Amici serale como invitada (2001).
- Expedición imposible como concursante (2013).
- Mujeres y hombres y viceversa como asesora del amor (2013).
- Pequeños gigantes como madrina en 2014 y jurado en 2015 (2014-2015).